# Valery Larbaud
Valery Larbaud est un écrivain français, poète, romancier, essayiste et traducteur, né le 29 août 1881 à Vichy, ville où il est mort le 2 février 1957.
Il a écrit également sous les pseudonymes : A.-O. Barnabooth, L. Hagiosy, X. M. Tourmier de Zamble,.

## Biographie
Valery Larbaud est l'unique enfant du pharmacien Nicolas Larbaud, propriétaire de la source Vichy Saint-Yorre (cinquante-neuf ans à la naissance de son fils) et d’Isabelle Bureau des Étivaux (trente-huit ans), fille d'un avocat et militant républicain de Gannat dont Nicolas Larbaud est un client et dont son fils reprend le prénom,. Il n’a que huit ans lorsque son père meurt en 1889, à Vichy, à l'âge de soixante-sept ans. 

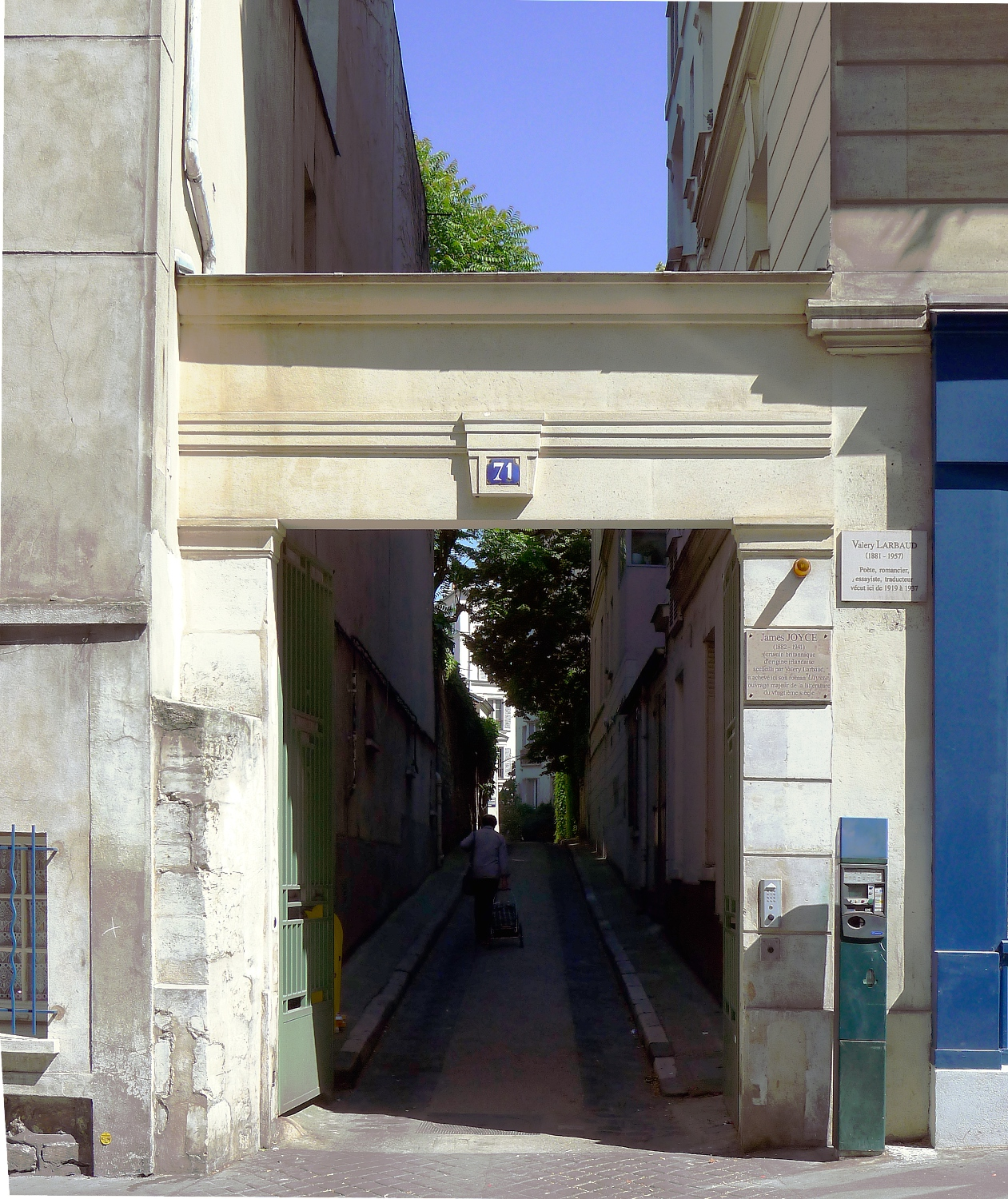
No 71, rue du Cardinal-Lemoine à Paris où vécut Larbaud entre 1919 et 1937.

Élevé par sa mère et sa tante, il s'ouvre à la littérature. En 1895, il voyage au bord de la Méditerranée, son imagination restera imprégnée de ces paysages. Le jeune homme obtient à dix-sept ans, à la session de juillet 1898, le baccalauréat puis sa licence ès lettres en 1908.
La fortune paternelle lui assure une vie aisée qui lui permet de parcourir l’Europe à grands frais. Paquebots de luxe, Orient-Express, Valery Larbaud mène la vie d'un dandy, fréquente Montpellier l'hiver et se rend dans les multiples stations thermales pour soigner une santé fragile dès ses jeunes années. Quand il revient à Vichy, il reçoit ses amis, Charles-Louis Philippe, André Gide, Léon-Paul Fargue et G. Jean-Aubry qui sera son biographe.
Atteint d'une attaque cérébrale en 1935 qui le laisse avec une hémiplégie droite et une aphasie,, il passe les vingt-deux dernières années de sa vie, cloué dans un fauteuil, incapable de prononcer une autre phrase que : « Bonsoir les choses d'ici-bas. » Il sera durant ces années soigné avec dévouement par le professeur Théophile Alajouanine, spécialiste des aphasies, qui devient son ami et écrira sa biographie.
En 1950, il adhère à l'Association des amis de Robert Brasillach.
Grand lecteur, grand traducteur, il s'était entouré de livres qu'il avait fait relier selon leurs langues : les romans anglais en bleu, les espagnols en rouge, etc.
Ayant dépensé toute sa fortune, il doit revendre ses propriétés et sa bibliothèque de quinze mille volumes en 1948, en viager, à la ville de Vichy.
Il y meurt en 1957, sans descendance. Il est inhumé au cimetière des Bartins.

## Carrière littéraire
Larbaud écrit ses premières œuvres dès l'enfance. À sept ans, il rédige un poème malhabile titré Misère du couperet, à 15 ans, il commence à rédiger son premier journal intime, et à dix-sept ans, alors qu'il revient de son voyage en Russie pour étudier au lycée Théodore-de-Banville, il écrit le Petit manuel d’idéal pratique où il prétend étudier un enfant, Milou, lequel représente « des troubles intérieurs et révoltes secrètes de l’enfance ». Larbaud reviendra sur ces premiers textes dans son recueil Enfantines, plus tardif.
En décembre 1908, pour le prix Goncourt, Octave Mirbeau vote pour Poèmes par un riche amateur, que Larbaud a publiés sans faire connaître sa véritable identité.
Son roman Fermina Márquez, consacré aux amours de l'adolescence et souvent comparé au Grand Meaulnes d'Alain-Fournier, obtient quelques voix au Goncourt en 1911.
Larbaud parle anglais, allemand, occitan, italien, portugais et espagnol. Il a une passion pour les langues et une logophilie qui font de lui, selon le mot de Léon-Paul Fargue, un « archivaste-paléogriffe ». Il fait connaître les grandes œuvres étrangères comme Samuel Butler, dont il est le traducteur, ainsi que James Joyce, dont il est correcteur-superviseur pour la traduction d’Ulysse, laquelle, réalisée principalement par Auguste Morel à partir de 1924, continue jusqu'en 1929.

## Pensée politique
Dans son ouvrage Jaune, bleu, blanc, Larbaud révèle sa pensée politique où il souhaite des États-Unis d'Europe, avec des États membres qui correspondent aux « vraies nations » du continent, dont un pour les Occitans.
Dans une optique « post-France », il envisage une Occitanie indépendante, qui comprend d'ailleurs Vichy, sa ville d'origine qui est située à la pointe nord de l'aire de locution de l'occitan, et qui aurait pour capitale Montpellier,. Il affirme ainsi un occitanisme politique appuyé précoce au XXe siècle.

## Postérité
Le prix Valery-Larbaud, créé en 1967, est décerné en mai ou en juin à Vichy ; il est attribué par l'Association internationale des Amis de Valery Larbaud, avec le soutien de la ville de Vichy, à l'auteur d'« une œuvre qu’aurait aimée Larbaud, ou dont l’esprit, le sens et la pensée rejoignent celle de Larbaud. »
Depuis 2024, et après une interruption de trois ans, il s'intitule prix de la critique Valery-Larbaud.

## Œuvres
(Liste non exhaustive)
Les principaux textes de Valery Larbaud ont été rassemblés dans la « Bibliothèque de la Pléiade » des éditions Gallimard (un tome, 1957, réédition 1984).

### Romans et nouvelles
- Fermina Márquez (1911)
- A.O. Barnabooth (1913) : journal fictif
- Enfantines (1918)
- Beauté, mon beau souci... (1920)
- Amants, heureux amants (1921)
- Mon plus secret conseil... (1923)
- Allen (1927)
- Jaune bleu blanc (1927) : ensemble de nouvelles, notes et poésies
- Caderno (1927), illustré par Mily Possoz
- La Rue Soufflot, romance pour l'éventail de madame Marie Laurencin (1943)
- Une Nonnain (1946), frontispices et bandeaux de Maurice Brianchon
- Le Vaisseau de Thésée (1946), frontispices et bandeaux de Maurice Brianchon
- Portrait d'Éliane à quatorze ans (1944)[24]
- 200 chambres, 200 salles de bains, illustré de 10 gravures au burin par Jean Émile Laboureur, La Haye, J. Gondrexon éditeur (1927) ; rééd. Éditions du sonneur[25] (2008)

### Poésies
- Poèmes par un riche amateur (1908)
- Les Poésies de A. O. Barnabooth (1913)
- Dévotions particulières (1941)
- Ode à une blanchisseuse (1949)

### Essais
- Ce vice impuni, la lecture. Domaine anglais (1925) : ensemble d'études sur la littérature anglophone réunies par Larbaud lui-même
- Notes sur Racan (1928)
- Aux couleurs de Rome (1938)
- Ce vice impuni, la lecture. Domaine français (1941)
- Questions militaires (1944)
- La Modernisation de l'orthographe des textes anciens (1944)
- Chez Chesterton (1949)
- Sous l’invocation de saint Jérôme (1944)
- Lettre d'Italie, Paris, Éditions Allia, 1996, 64 p. (ISBN 2-911188-11-X)

### Correspondance
- Lettres à André Gide (1948)

### Publications posthumes: journal et correspondance
- Journal inédit (tome I, 1954 ; tome II, 1955)
- Valery Larbaud & A.A.M. Stols, Correspondance (1925-1951), édition établie et annotée par Christine et Marc Kopylov, introduite par Pierre Mahillon, Éditions des Cendres (1986)
- Journal, 1931-1932, D'Annecy à Corfou, texte établi par Claire Paulhan et Patrick Fréchet, introduction de Patrick Fréchet, Éditions Claire Paulhan (1998)[26]
- Journal 1934-1935, Valbois - Berg-Op-Zoom - Montagne Ste Geneviève, texte établi par Claire Paulhan et Patrick Fréchet, introduction de Claire Paulhan, Éditions Claire Paulhan (1999)[27]
- Du navire d'argent (2003)
- Valery Larbaud & Jacques Rivière, Correspondance 1912-1924, édition établie, annotée et introduite par Françoise Lioure, Éditions Claire Paulhan (2006)[28]
- Notes pour servir à ma Biographie (an uneventful one), notes et postface de Françoise Lioure, Éditions Claire Paulhan (2006)[29]
- Journal, édition définitive, texte établi, préfacé et annoté par Paule Moron, Paris, Gallimard (2009)

## Hommages
- Le centre culturel Valery-Larbaud a été inauguré en 1965 dans le Petit Casino de Vichy.
- La médiathèque Valery-Larbaud de Vichy a été ouverte en 1985. Elle conserve son mobilier et sa riche bibliothèque personnelle (reliures marquées « VL »), et y organise des visites.
- Une stèle en l'honneur de l'écrivain a été érigée dans le square Planchon, qu'il affectionnait tout particulièrement, à Montpellier le 15 mai 1993.
- Depuis 1993 existe une rue Valery-Larbaud dans le 13e arrondissement de Paris.
- Le lycée professionnel Valery-Larbaud, situé à Cusset (commune limitrophe de Vichy), a été inauguré en janvier 2000.